# Торшин, Александр Порфирьевич
Алекса́ндр Порфи́рьевич То́ршин (род. 27 ноября 1953, посёлок Митога, Усть-Большерецкий район, Камчатская область, СССР) — российский государственный деятель, заместитель председателя — статс-секретарь Банка России c 21 января 2015 года по декабрь 2018 года.
Действительный государственный советник Российской Федерации 1-го класса, Заслуженный юрист Российской Федерации, Заслуженный юрист Республики Марий Эл, Почётный сотрудник прокуратуры РФ, полковник юстиции, кандидат юридических наук, доцент. В прошлом — член Совета Федерации от Правительства Республики Марий Эл (2001—2015), 1-й Заместитель Председателя Совета Федерации Российской Федерации, исполняющий обязанности Председателя Совета Федерации Российской Федерации с 18 мая по 21 сентября 2011 года.
Член совета  Сенаторского клуба 

## Биография
Александр Торшин родился 27 ноября 1953 года в посёлке Митога Усть-Большерецкого района Камчатской области СССР на побережье Охотского моря.
В 1971 году окончил Ново-Подрезковскую среднюю школу (Московская область).
С 1971 по 1973 год работал секретарём канцелярии в центральном аппарате прокуратуры РСФСР.
В 1973—1975 годах проходил срочную службу в Вооружённых Силах СССР, уволен в запас в воинском звании старшина.
В 1978 году с отличием окончил Московский факультет Всесоюзного юридического заочного института (ВЮЗИ) по специальности правоведение, присвоена квалификация юрист.
После окончания института поступил в очную аспирантуру ВЮЗИ, защитил кандидатскую диссертацию, в дальнейшем остался преподавать в этом институте. Далее работал в Советской ассоциации политических наук (САПН), занимал пост Учёного секретаря САПН.
С 1983 по 1987 год работал в аппарате Президиума Академии наук СССР старшим научным сотрудником Секции общественных наук.
С 1987 по 1990 год преподавал в Академии общественных наук при ЦК КПСС в должности старшего преподавателя, затем доцента кафедры советского государственного строительства и права.
В 1990 окончил Учебный центр по переподготовке работников вузов на базе психологического факультета Московского государственного университета им. М. В. Ломоносова.
С 1990 по 1991 год работал в качестве старшего референта, консультанта Отдела ЦК КПСС по работе с общественно-политическими организациями, в 1991 году — штатным экспертом Аппарата Президента СССР.
В 1992—1993 годах занимал должность Советника Руководителя Администрации Президента Российской Федерации.
Позднее работал на различных должностях в сфере политики и управления России:
- Заместитель заведующего отделом по взаимодействию с Верховным Советом и общественными организациями Аппарата правительства РФ (1992—1993)
- Последовательно занимал должности заместителя заведующего отделом и заведующего отделом по взаимодействию с палатами Федерального Собрания Российской Федерации, депутатскими фракциями и депутатами Департамента по взаимодействия с Федеральным Собранием и общественными организациями, в аппарате Совета министров — правительстве РФ (1993—1995)
- Статс-секретарь Центрального банка России (в ранге заместителя председателя Центробанка), отвечал за взаимодействие с органами госуправления, общественными организациями и прессой. (1995—1998)
- Полномочный представитель правительства РФ в Государственной Думе, заместитель руководителя аппарата правительства (1998—1999)
- Заместитель генерального директора — статс-секретарь Государственной корпорации «Агентство по реструктуризации кредитных организаций» (ГК «АРКО») (1999—2001)
- Представитель Правительства Республики Марий Эл в Совете Федерации РФ (с 2001 года по 20 января 2015 года)[5].

В январе 2002 года был избран заместителем Председателя Совета Федерации, с 19 сентября 2008 года по 21 января 2015 года являлся первым заместителем Председателя Совета Федерации.
С 18 мая по 21 сентября 2011 года исполнял обязанности Председателя Совета Федерации.
С 21 января 2015 года по 30 ноября 2018 года занимал должность статс-секретаря — заместителя Председателя Центрального Банка Российской Федерации. Затем покинул пост в связи с выходом на пенсию.
В 2004 году возглавил Парламентскую комиссию по расследованию событий в г. Беслан 1-3 сентября 2004 года. Итоговый доклад утверждён Государственной думой и Советом Федерации РФ.
Торшин неоднократно возглавлял международные миссии наблюдения на выборах в странах СНГ, Монголии, Сербии, Боснии и Герцеговине.
Член Национального антитеррористического Комитета (НАК), член Государственного антинаркотического Комитета (ГАК), заместитель Председателя Российского организационного комитета «Победа», член Комиссии при Президенте РФ по противодействию попыткам фальсификации истории в ущерб интересам России (2009—2012), член Правительственной комиссии по вопросам социально-экономического развития Северо-Кавказского федерального округа.
Глава Международного гуманитарного фонда по сохранению христианских святынь Косово и Метохии «Международный Фонд Святого Саввы Освященного».
Член Попечительского совета Федерации практической стрельбы РФ. Пожизненный член Национальной стрелковой ассоциации США. Член Российского совета по международным делам (РСМД). Член редакционного совета журнала «Человек и закон». Член Попечительского Совета фестиваля «Спасская башня» (со дня основания), Сопредседатель Российского союза налогоплательщиков, член Попечительского Совета Российского международного олимпийского университета (со дня основания). Глава миссии наблюдателей от Межпарламентской ассамблеи СНГ.
До 2016 года — заместитель председателя Парламентского Собрания Союза Белоруссии и России.
С августа 2004 года — член партии «Единая Россия».
В августе 2008 года Торшин А. П. руководил работой комиссии Совета Федерации по расследованию нападения Грузии на Южную Осетию.
В 2011 году официально внёс в Государственную думу законопроект о решениях ЕСПЧ.
В марте 2014 года принимал активное участие в подготовке внеочередного заседания Совета Федерации по вопросу вхождения Крыма и Севастополя в состав Российской Федерации.

## Работа в Совете Федерации
С января 2001 года до 2016 года Торшин являлся членом Совета Федерации от Правительства Республики Марий Эл — представителем в Совете Федерации от Правительства Республики Марий Эл. В январе 2002 года был избран заместителем Председателя Совета Федерации. В сентябре 2008 года избран первым заместителем Председателя Совета Федерации.
С 2004 по 2006 год руководил Парламентской комиссией Федерального Собрания РФ по расследованию причин и обстоятельств совершения теракта в Беслане, результаты деятельности которой вызвали неоднозначную реакцию в обществе. Был членом Комитета Совета Федерации по Регламенту и организации парламентской деятельности.
В качестве первого заместителя Председателя Совета Федерации организовывал взаимодействие Совета Федерации с законодательными и исполнительными органами власти субъектов Российской Федерации: Приволжского, Северо-Кавказского округов РФ; с общественными организациями и религиозными объединениями.
Среди самых известных проектов и инициатив, выдвинутых Торшиным за время работы в Совете Федерации, — критика принятого правительством антитабачного закона, снижение акцизов на пиво.
С 18 мая по 21 сентября 2011 года — и. о. Председателя Совета Федерации (по должности, до избрания нового Председателя).

## Работа в Центробанке РФ
21 января 2015 года Александр Торшин был назначен заместителем председателя — статс-секретарём Банка России.
В июле 2018 года специальный помощник Торшина 29-летняя Мария Бутина была арестована в США по обвинению в работе в качестве российского агента без уведомления властей. По сведениям Федерального бюро расследований, помощница Торшина с 2016 года налаживала контакты с американскими должностными лицами «с целью установления частных (или „обходных“) каналов коммуникации в целях влияния на процесс принятия решений в США для продвижения интересов России».
30 ноября 2018 года, вскоре после 65-летия чиновника, Центробанк РФ сообщил, что Торшин покидает свой пост в связи с переходом на пенсию.

## Санкции
6 апреля 2018 года был включён в санкционный «Кремлёвский список» США в числе 17 чиновников и 7 бизнесменов из России, приближённых к В. Путину.
19 апреля 2022 года, на фоне вторжения России на Украину, Торшин внесён в санкционный список Канады «соратников российского режима» за его «соучастие в неоправданном вторжении России в Украину». Также был включён в санкционный список Украины так как он «совершает коммерческую деятельность в секторах экономики, обеспечивающих существенный источник дохода для правительства России, инициировавшего военные действия и геноцид гражданского населения в Украине». По аналогичным основаниям находится под санкциями Австралии.

## Обвинения в связях с ОПГ
В августе 2016 года информационное агентство Bloomberg заявило, что в конфиденциальном отчёте Гражданской гвардии Испании содержатся сведения о тесной связи Торшина с арестованным в Испании и приговорённым в конце мая 2016 судом к четырём годам лишения свободы за противозаконные сделки лидером Таганской ОПГ Александром Романовым.
По данным этого отчёта, Торшин якобы давал указания членам таганской ОПГ по отмыванию через банки и недвижимость в Испании капиталов, нажитых на преступной деятельности, которой занималась российская ОПГ. Британская радиокорпорация Би-би-си сообщила, что "выводы полиции основаны на записях телефонных разговоров Торшина и Романова, а также на документах, которые были изъяты с виллы Романова на Майорке.
Сам Торшин не отрицал знакомство с Романовым, но заявил, что имеет с ним «исключительно социальные» отношения — является крёстным отцом сына Романова.Пресс-служба Центробанка России, которым в качестве зампреда руководит Торшин, выступила с опровержением опубликованной агентством Bloomberg информации:

Ни Банк России, ни Александр Торшин никогда не были официально ознакомлены с материалами испанских правоохранителей, на которые ссылается агентство Блумберг … Насколько нам известно, в итоговых материалах суда не упоминаются те выводы, которые фигурируют в публикации Блумберга, и вообще не упоминается Александр Торшин. Таким образом, нет никаких сколько-нибудь весомых причин считать, что утверждения по поводу Александра Торшина в статье Блумберга имеют под собой основания.
Вскоре после этого РИА Новости отправили официальный запрос в Гражданскую гвардию Испании и опубликовали заявление участвовавшего в расследовании дела Романова сотрудника:

Мы никогда не утверждали, что Торшин давал инструкции по отмыванию денег, что он объяснял, как отмывать деньги в Испании. Это интерпретация Bloomberg. Мы также не утверждали, что Торшин был связан с Таганской ОПГ.

## Семья
Женат, имеет двух дочерей, двух внучек и внука. Брат С. П. Торшин (род. 1955) — доктор биологических наук, профессор РГАУ — МГСХА.

## Награды
- Заслуженный юрист Российской Федерации (2003 год)
- Заслуженный юрист Марий Эл (2003 год)
- Медаль Анатолия Кони (2005 год)
- благодарности Президента Российской Федерации, Правительства Российской Федерации, Председателя Совета Федерации.
- Орден преподобного Сергия Радонежского II степени (2005) — за работу по укреплению государственно-церковных связей
- Орден Почёта «Аль-Фахр» II степени (2005 год)
- Орден Почёта «Аль-Фахр» I степени
- Орден Почёта (2008 год)
- Орден Почёта (2008 год, Южная Осетия)[36]
- Орден Святого благоверного князя Даниила Московского II степени (2008 год)
- Орден Дружбы (2013 год)[37]
- Орден Славы и Чести II степени (2013 год)[38].
- Орден имени Ахмата Кадырова (2013 год)[39].
- Орден Святой Анны II степени (2013 год, Российский Императорский Дом)[40].
- Орден преподобноисповедника Севастиана, схиархимандрита Карагандинского (22 декабря 2013 год, Казахстанский митрополичий округ)[41].
- Орден Святого короля Милутина (2014 год, Сербская православная церковь)[42].
- Медаль святого Гавриила Мелекесского (2018 год, Мелекесская епархия Русской Православной Церкви)[источник не указан 2611 дней]
- Лауреат Международной премии Кирилла и Мефодия Российского Фонда славянской письменности и культуры
- Почётная грамота Национального собрания Республики Беларусь (2013 год) — за значительный вклад в укрепление межгосударственных и межпарламентских связей[43].
- Награждён огнестрельным и холодным оружием
- Орден «Содружество» (17 ноября 2005 года, Межпарламентская ассамблея СНГ) — за активное участие в деятельности Межпарламентской Ассамблеи и её органов, вклад в укрепление дружбы между народами государств — участников Содружества[44]
- Медаль «За укрепление парламентского сотрудничества» (28 ноября 2013 года, Межпарламентская ассамблея СНГ) — за особый вклад в развитие парламентаризма, укрепление демократии, обеспечение прав и свобод граждан в государствах — участниках Содружества Независимых Государств[45]
- Медаль «МПА СНГ. 25 лет» (27 марта 2017 года, Межпарламентская ассамблея СНГ) — за заслуги в деле развития и укрепления парламентаризма, за вклад в развитие и совершенствование правовых основ функционирования Содружества Независимых Государств, укрепление международных связей и межпарламентского сотрудничества[46]

## Политическая позиция
- Является автором законопроекта, позволяющего Конституционному суду РФ блокировать исполнение решений Европейского суда по правам человека[47].
- Выступает за создание в России системы частных тюрем по образцу США[48].
- Выступает за легализацию боевого короткоствольного оружия[49][50].
- Выступает за передачу детей-сирот с Крайнего Севера и Дальнего Востока в кавказские семьи[51].
- Выступает за ужесточение Уголовного Кодекса, так Торшин высказывался за химическую кастрацию педофилов, приравнивание финансовых преступников к террористам, пожизненные сроки для наркоторговцев[50]